# Provazec (Brdská vrchovina)
Hora Provazec leží v Brdské vrchovině, v části Třemošenské vrchoviny (Brdy). Dosahuje výšky 640 m n. m. a patří do oblasti Hřebenů. Jde o nevýrazný zalesněný vrch, který pokračuje k jihozápadu širokým hřebenem na Holý vrch (632 m n. m.). Na tomto hřebenu je postavena zeď z nasucho kladených kamenů. Její původ ani účel nejsou známé. Výška je až dva metry a délka 1 kilometr.
Na hřebeni se dříve střetávaly hranice hlubošského a hořovického panství.
Na severním úpatí poblíž červeně značené turistické značky je umělé jezírko Pod Provazcem. Pod jihozápadním svahem se táhne hluboké údolí V zabitém, kam historici kladou možné místo bitvy 8. září 1422 mezi příbramskými husity a karlštejnskými katolíky.
Na Provazec nevede žádná cesta ani turistická značka.